# Liste der portugiesischen Botschafter in Ägypten
Die Liste der portugiesischen Botschafter in Ägypten listet die Botschafter der Republik Portugal in Ägypten auf. Die beiden Länder unterhalten seit der ägyptischen Unabhängigkeit 1953 ununterbrochene diplomatische Beziehungen.
Mindestens seit 1888 bestand in Alexandria ein portugiesisches Generalkonsulat, das bis 1938 als diplomatische Agentur die portugiesischen Interessen in Ägypten vertrat. Mit Gesetzbeschluss vom 24. November 1942 richtete Portugal in Kairo eine erste Legation ein, die zum Amtsbezirk des portugiesischen Botschafters in der türkischen Hauptstadt Ankara gehörte. Am 28. Dezember 1945 akkreditierte sich in Ägypten der erste portugiesische Vertreter mit Amtssitz Kairo, am 2. Februar 1960 wurde die Legation zur vollen Botschaft erhoben.

## Missionschefs
| Name                                               | Bild    | Amtszeit                            | Anmerkungen                                                                               |
| Ägypten                                            | Ägypten | Ägypten                             | Ägypten                                                                                   |
| -------------------------------------------------- | ------- | ----------------------------------- | ----------------------------------------------------------------------------------------- |
| Gabriel Joseph Zogheb                              |         | 4. Februar 1888 –1938               | Generalkonsul und diplomatischer Agent                                                    |
| Jacques Suarez                                     |         | 1938                                | Übergangs-Geschäftsträger                                                                 |
| José Caetano Lobo D' Àvila da Silva Lima           |         | 1945                                | Ministro Plenipotenciário mit Amtssitz Ankara, am 17. März 1945 akkreditiert              |
| António de Sèves                                   |         | 1. Juni 1950 – 17. März 1956        | Ministro Plenipotenciário, am 15. Juni 1950 akkreditiert                                  |
| José Weinholtz de Bivar Brandeiro                  |         | 14. April 1956 –7. März 1963        | Ministro Plenipotenciário, am 30. April 1956 akkreditiert, ab 9. Februar 1960 Botschafter |
| Armando Nunes de Freitas                           |         | 7. März 1963 –30. März 1963         | Geschäftsträger                                                                           |
| Alfredo Lencastre da Veiga                         |         | 30. März 1963 –10. Juli 1963        | Botschafter, am 23. April 1963 akkreditiert                                               |
| Armando Nunes de Freitas                           |         | 10. Juli 1963 –7. Juli 1968         | Geschäftsträger                                                                           |
| Carlos Henrique Ferreira Lemonde de Macedo         |         | 4. Juni 1968 –20. Juli 1969         | Portugiesischer Interessensvertreter                                                      |
| João Eduardo Monteverde Pereira Bastos             |         | 21. Juli 1969 –16. August 1973      | Portugiesischer Interessensvertreter                                                      |
| Duarte Vaz Pinto da Fonseca de Sá Pereira e Castro |         | 22. September 1973 –6. Mai 1976     | Geschäftsträger                                                                           |
| António Manuel de Mendonça Martins da Cruz         |         | 6. Mai 1976 – 23. Juli 1976         | Geschäftsträger                                                                           |
| Roberto Nuno de Oliveira e Silva Pereira de Sousa  |         | 23. Juli 1976 –25. November 1980    | Botschafter                                                                               |
| Constantino Ribeiro Vaz                            |         | 1. November 1980 –4. April 1984     | Botschafter, am 4. November 1980 akkreditiert                                             |
| José Manuel Waddington de Matos Parreira           |         | 31. März 1984 –5. Juni 1988         | Botschafter, am 3. April 1984 akkreditiert                                                |
| Francisco António Borges Grainha do Vale           |         | 14. Juni 1988 –4. Februar 1993      | Botschafter, am 19. September 1988 akkreditiert                                           |
| Eduardo Fernando Street Manoel Nunes de Carvalho   |         | 14. Februar 1993 –11. April 1998    | Botschafter, am 23. Juni 1993 akkreditiert                                                |
| Manuel Nuno Tavares de Sousa                       |         | 23. September 1998 –22. August 2002 | Botschafter, am 11. November 1998                                                         |
| Fernando José Rodrigues Machado                    |         | 17. Oktober 2002 –11. Januar 2007   | Botschafter                                                                               |
| António Carlos Carvalho de Almeida Ribeiro         |         | 11. Januar 2007 –15. Mai 2009       | Botschafter                                                                               |
| Carlos Alberto Raheb Lopes Pires                   |         | 16. Mai 2009 –27. März 2010         | Übergangs-Geschäftsträger                                                                 |
| Aristides Alegre Vieira Gonçalves                  |         | 28. März 2010 –13. Oktober 2011     | Botschafter                                                                               |
| Duarte Nuno Gonçalves Jorge Pinto da Rocha         |         | 14. Dezember 2011 –8. März 2012     | Übergangs-Geschäftsträger                                                                 |
| António Manuel Moreira Tânger Corrêa               |         | 2012 –2. Juli 2015                  | Botschafter, am 12. Mai 2012 akkreditiert                                                 |
| Maria Madalena Lobo Carvalho Fischer               |         | seit 28. November 2015              | Botschafterin, am 17. Dezember 2015 akkreditiert                                          |